# Lancha de Cataño
La Lancha de Cataño, también conocido como el Cataño Ferry, Ferry de Cataño y el AquaExpreso es un servicio fluvial de transbordador operado por la Autoridad de Transporte Integrado (ATI) del Departamento de Transportación y Obras Públicas (DTOP) entre el municipio de Cataño y el Viejo San Juan.

## Funcionamiento
El transbordador zarpa cada 30 minutos del muelle del pueblo de Cataño situado frente en el Paseo Tablado y atraca en el muelle 2 del Puerto de San Juan de la ciudad antigua. El servicio, ininterrumpido a lo largo de todo el año es económico, sigue un trayecto de 2.3 kilómetros 1.6 millas y un tiempo de viaje de aproximadamente 10 a 12 minutos incluyendo embarque y desembarque.
Los transbordadores cruzan la Bahía de San Juan con sus servicios funcionando de mañanas a noches siete días a la semana según el clima y las condiciones marítimas lo permitan.
Una segunda ruta entre San Juan – Hato Rey cuenta con una distancia de 5 millas y un tiempo de viaje de aproximadamente 20 a 25 minutos. La ruta de Cataño – Hato Rey cuenta con una distancia de 4 millas y una duración de 18 a 20 minutos. La terminal Hato Rey se encuentra frente al Coliseo de Puerto Rico y la estación Hato Rey del Tren Urbano. Estos dos últimos servicios hacia Hato Rey están cancelados por el momento.
A pesar de lo que el nombre del servicio implica, el servicio es proporcionado por varias embarcaciones, no sólo una embarcación. El ferry es un icono en la cultura puertorriqueña.
La lanchas de Cataño así como la red de autobuses y el Tren Urbano de San Juan están gestionados por la Autoridad de Transporte Integrado (ATI).

## Historia
El Ferry de Cataño comenzó a operar en 1853, cuando la compañía del Vapor de Cataño utilizó un pequeño bote para transportar carga y pasajeros a San Juan. Durante su historia, el ferry fue gestionado por Empresa Férrea del Oeste con su competidora la Compañía Popular de Transporte. Según los pasajeros, el viejo barco era un «bote de madera», lo llamaban la tortuga «porque era un bote pequeño». En 1960, la Autoridad Portuaria de Puerto Rico adquirió la franquicia, construyó una nueva terminal y compró cinco buques nuevos.

## Embarcaciones
Las embarcaciones de las lanchas de Cataño son de tipo catamarán y de motor diésel y su construcción es de aluminio. La capacidad por embarcación es de 149 pasajeros y la misma está regulada por la guardia costanera.
- Covadonga
- Amelia  Viejo San Juan
- Viejo San Juan

Durante eventos especiales también se utilizan  lanchas las cuales están construidas de acero y cuentan con una capacidad de 297 pasajeros.

## Conexiones de Autobús
Tren Urbano
- T4 Archivado el 30 de diciembre de 2016 en Wayback Machine.: Terminal Lancha de Cataño – Estación Martínez Nadal (Tren Urbano)

Toa Baja
- D37: Cataño - Bacardí Rum Distillery - Levittown - Toa Baja